# Чайгино
Чайгино (вепс. Čaigl) — деревня в Ефимовском городском поселении Бокситогорского района Ленинградской области.

## История
ЧАЙГИНО — деревня Чайгинского общества, прихода Пелушского погоста. Озеро Чайгинское.

Крестьянских дворов — 14. Строений — 21, в том числе жилых — 15. Жители занимаются рубкой, возкой и сплавом леса.

Число жителей по приходским сведениям 1879 г.: 48 м. п., 55 ж. п.

В конце XIX — начале XX века деревня административно относилась к Борисовщинской волости 5-го земского участка 3-го стана Тихвинского уезда Новгородской губернии.

ЧАЙГИНО — деревня Чайгинского общества, дворов — 24, жилых домов — 29, число жителей: 68 м. п., 73 ж. п.

Занятия жителей — земледелие. Озеро Чайгинское. Жальник. (1910 год)

С 1917 по 1918 год деревня входила в состав Борисовщинской волости Тихвинского уезда Новгородской губернии.
С 1918 года, в составе Череповецкой губернии.
С 1927 года, в составе Чайгинского сельсовета Ефимовского района.
С 1928 года, в составе Прокушевского сельсовета. В 1928 году население деревни составляло 128 человек.
По данным 1933 года деревня Чайгино являлась административным центром Прокушевского вепсского национального сельсовета Ефимовского района, в который входили 12 населённых пунктов: деревни Амосова Гора, Березняк, Борежнево, Васьково, Евчезеро, Ерёмина Гора, Макоево, Окулово, Прокушево, Тедрово, Чухарская Лахта, Чайгино, общей численностью населения 810 человек.
С 1965 года, в составе Сидоровского сельсовета Бокситогорского района.
По данным 1966 и 1973 годов деревня Чайгино также входила в состав Сидоровского сельсовета. В 31 км от деревни находился Боровский лесопункт узкоколейной железной дороги Ефимовского лестрансхоза.
По данным 1990 года деревня Чайгино входила в состав Радогощинского сельсовета.
В 1997 году в деревне Чайгино Радогощинской волости проживали 6 человек, в 2002 году — 1 человек (русский).
В 2007 году в деревне Чайгино Радогощинского СП было зарегистрировано 2 человека, в 2010 году — 1 человек, в 2015 году — вновь 2 человека.
В мае 2019 года Радогощинское сельское поселение вошло в состав Ефимовского городского поселения.

## География
Деревня расположена в северо-восточной части района к западу от автодороги 41К-040 (Пелуши — Сидорово).
Расстояние до деревни Радогощь — 15 км.
Деревня находится на восточном берегу Чайгинского озера.

## Демография
| 1997 | 2002 | 2007 | 2010 | 2017 |
| ---- | ---- | ---- | ---- | ---- |
| 6    | ↘1   | ↗2   | ↘1   | ↗2   |

## Инфраструктура
На 1 января 2017 года в деревне было зарегистрировано: домохозяйств — 2, проживающих постоянно — 2 человека.